# Margherita Spiluttini
Margherita Spiluttini (Schwarzach im Pongau, 16 ottobre 1947 – Vienna, 3 marzo 2023) è stata una fotografa austriaca.

## Biografia
Figlia di un costruttore, è stata assistente medico nell'ospedale di Innsbruck, dove si avvicinò alla fotografia medica, e successivamente operò nel reparto di medicina nucleare dell'Ospedale Generale di Vienna, dove le sue prime immagini sono state quelle radiologiche del corpo umano. Nel 1970 sposò l'architetto Adolf Krischanitz (nato nel 1946) che intese indagare nuove forme di architettura tra installazioni, performance e film sperimentali in collaborazione col gruppo "Missing Link". In seguito alla nascita della figlia Ina che Spiluttini prese in considerazione l'ipotesi di lavorare con la fotografia, anche se ancora non aveva chiara la direzione verso cui muoversi, ma in ogni caso non pensava di porsi in nessun ambito artistico.
Negli anni Settanta in Austria non c'erano scuole d'arte di fotografia e questa era in genere riferita ad un mestiere e al reportage e mancavano gallerie specifiche  o circoli di dibattito e approfondimento. Spiluttini si adeguò alla situazione e realizzò alcuni servizi fotografici per una rivista edita dal Partito Comunista d'Austria e su alcuni concerti di musica pop per la rivista "Wiener". Fu solo negl decennio successivo, con il movimento e la fondazione della rivista Camera Austria ad opera principalmente di Christine Frisinghelli e Manfred Willmann, che anche la carriera di Spiluttini si definì, quando iniziarono a scrivere regolarmente di architettura incaricando proprio lei di realizzare servizi fotografici da pubblicare sulla nuova rivista con i commenti di architetti e addetti ai lavori.
La sua carriera, come fotografa di architettura, decollò negli anni Novanta, quando nel 1991 ricevette numerosi inviti a partecipare all'edizione della Biennale di Venezia e nello stesso anno divorziò dal marito, tornando ad utilizzare il suo nome da nubile. Da quel momento le richieste furono vertiginose ed ha lavorato per i maggiori architetti ed ingegneri del mondo: Tadao Ando, Michelangelo Pistoletto, Renzo Piano, Álvaro Siza Vieira, Ólafur Elíasson, Aldo Rossi, Ludwig Mies van der Rohe, Sol LeWitt e tantissimi altri, come le sue innumerevoli pubblicazioni e monografie possono documentare. Del resto, iniziò sempre più ad operare anche in territorio svizzero ed è stata per anni la fotografa ufficiale dello studio svizzero Herzog & de Meuron.
Dal 2000 al 2002 insegnò all'Università di Linz. Nel frattempo, nel 1995, le era stata diagnosticata la sclerosi multipla, ma dal 2006 dovette utilizzare una sedia a rotelle, cosa che le rese sempre più difficile riuscire a fotografare. Ha donato il suo archivio di 120 000 immagini all'Architekturzentrum di Vienna. Il suo compagno, l'architetto Gunther Wawrik (1930-2023), morì poche settimane prima di lei.